# Nizjni Novgorod
Nizjni Novgorod (Russisch: Ни́жний Но́вгород), tussen 1932 en 1990 Gorki genoemd als eerbetoon aan de hier geboren schrijver, is met ongeveer 1,25 miljoen inwoners (2010) de op vier na grootste stad van Rusland na Moskou, Sint-Petersburg, Novosibirsk en Jekaterinenburg. Nizjni Novgorod is de hoofdstad van de oblast Nizjni Novgorod alsmede van het federale district Wolga.

## Geschiedenis

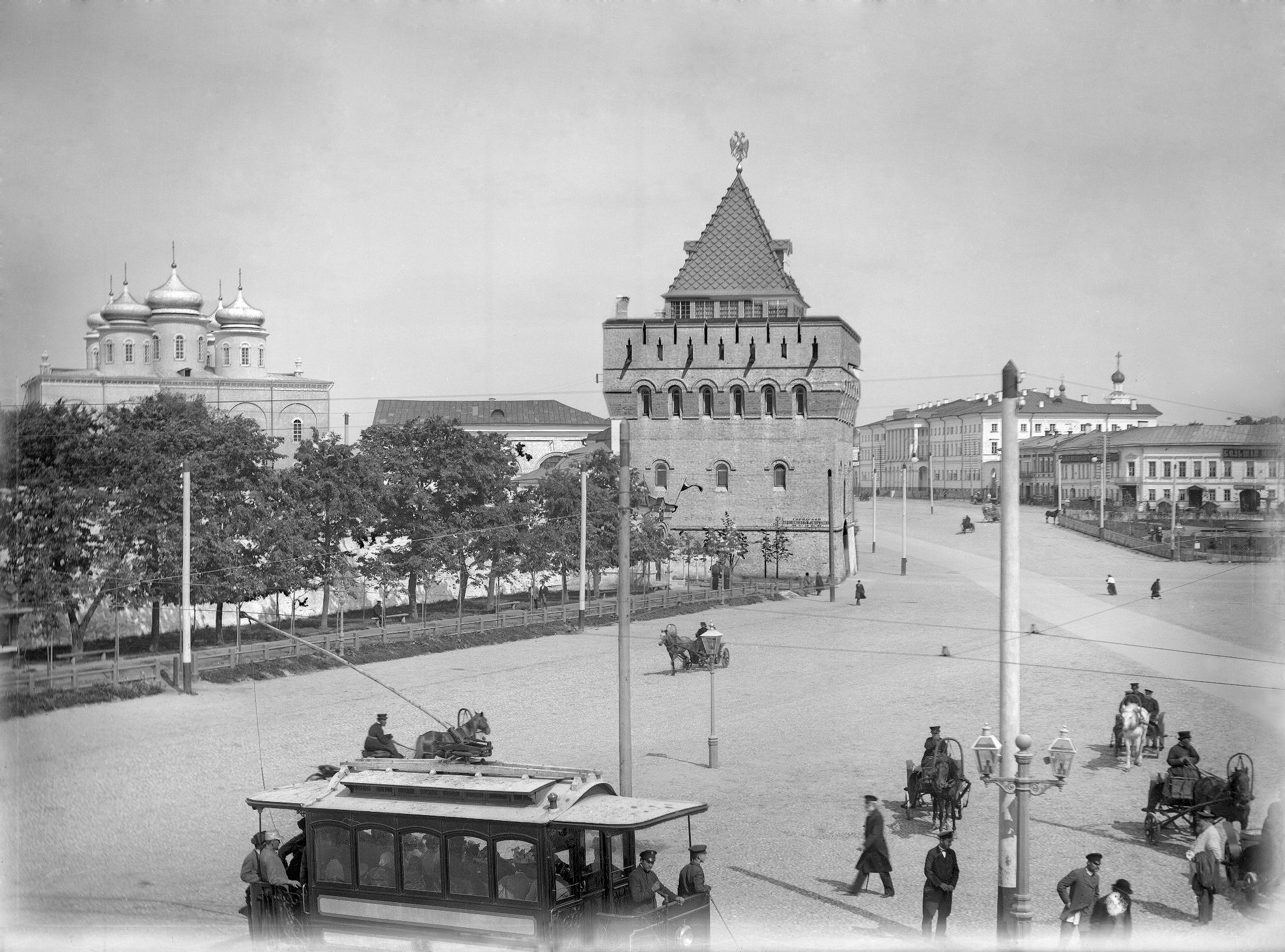
Annunciatieplein (nu Minin en Pozjarski-plein)

De stad is gesticht in 1221 en de naam betekent letterlijk lage nieuwe stad, onder verwijzing naar de oudere stad Novgorod (= nieuwe stad). De stichter is vorst Joeri Vsevolodovitsj van Vladimir. De stad ligt op de plaats waar de rivieren Oka en Wolga samenkomen en werd aangelegd als belangrijk bolwerk ter bescherming van de landsgrens. Het kremlin-fort was zeer gunstig gelegen vanwege de grote natuurlijke gracht die door beide rivieren werd gevormd.
In 1612 verdreef het burgerleger van Nizjni Novgorod, bijeengebracht door de koopman Koezma Minin en aangevoerd door vorst Dmitri Pozjarski, Poolse troepen, bevrijdde Rusland en hielp Michail Romanov als eerste van de Romanov-dynastie aan de macht.
In 1817 werd de Markt, een van de levendigste ter wereld, overgebracht naar Nizjni Novgorod, en begon jaarlijks miljoenen bezoekers te trekken. Tegen het midden van de 19e eeuw was de stad stevig gevestigd als de handelshoofdstad van het Keizerrijk Rusland. 's Werelds eerste radio-ontvanger door ingenieur Alexandr Popov en 's werelds eerste hyperboloïde gebouw en roosterschalenbekleding door ingenieur Vladimir Sjoechov werden gedemonstreerd op de industriële en Heel-Russische tentoonstelling in 1896. Volgens officiële imperiale Russische statistieken was de bevolking van Nizjni Novgorod vanaf 14 januari 1913 97.000 inwoners.
Moskou is het hart van Rusland, Sint-Petersburg is het hoofd en Nizjni Novgorod is de portemonnee.
Tot aan de Oktoberrevolutie was Nizjni Novgorod een belangrijke stad vanwege de Markt die eenmaal per jaar werd gehouden in juli en waar een groot deel van de goederen die in Rusland werden geproduceerd, werd verkocht. Nadat Maksim Gorki, die er werd geboren, in 1932 officieel als proletarische sovjetschrijver was erkend, werd de stad door Jozef Stalin omgedoopt in Gorki. In 1991 werd de oude naam in ere hersteld.
Tijdens de Tweede Wereldoorlog was Gorki een van de belangrijkste producenten van militair materieel en munitie aan de front. De Luftwaffe bombardeerde de stad van 1941 tot 1943. De Automobielfabriek werd het meest getroffen. Er vielen 33.934 bommen op de fabriek. Na de oorlog werd Gorki onderscheiden met de Orde van Lenin en werd een gesloten stad, die door buitenlanders niet bezocht mocht worden. Reden hiervoor was de er gevestigde wapenindustrie, waar atoomonderzeeërs, gevechtsvliegtuigen, tanks en dergelijke werden geproduceerd. In 1992 werd de stad weer opengesteld.
In 1980 viel de atoomfysicus Andrej Sacharov bij het communistische regime in ongenade, nadat hij zich tegen de inval van Russische troepen in Afghanistan had uitgesproken. Hij werd uit Moskou verbannen en moest onder voortdurende bewaking van de KGB enige jaren in Gorki doorbrengen. In 1986 kreeg hij van president Michail Gorbatsjov toestemming om naar Moskou terug te keren. In de woning waar hij destijds leefde, is tegenwoordig het Sacharov-Museum gevestigd.

## Vervoer
Nizjni Novgorod ligt hemelsbreed ongeveer 400 kilometer ten oosten van Moskou en kan vanuit de Russische hoofdstad gemakkelijk worden bereikt per nachttrein, auto of vliegtuig. De stad ligt aan de E22. Sinds december 2002 verbindt een snelle trein Moskou in minder dan vier uur met Nizjni Novgorod. Het snelwegennet in de regio is meer dan 20.000 kilometer lang, het spoorwegennet 1875 kilometer en de waterwegen 1250 kilometer. Nizjni Novgorod heeft een regelmatige vliegverbinding met een tiental Russische steden. Voor 2021 vlogen het Duitse Lufthansa en het Oostenrijkse Austrian driemaal per week op deze stad. In de zomer kunnen toeristen Nizjni Novgorod driemaal per week per passagiersboot bereiken vanuit Moskou en Sint-Petersburg.
Het stedelijk openbaar vervoer wordt verzorgd door metro (2 lijnen), trams (17 lijnen), stadsbussen, trolleybussen en een marsjroetka's. De metro van Nizjni Novgorod werd geopend in 1985 en telt twee lijnen, die het station verbinden met het westen en het zuiden van de stad.

## Bezienswaardigheden
Van toeristisch belang is vooral het kremlin van Nizjni Novgorod, maar ook de oude binnenstad, het park "Het Nizjni Novogorodse Zwitserland" ten zuiden van de binnenstad en "Strelka" (de Pijl), een uitzichtpunt aan de monding van de Oka in de Wolga, zijn bezienswaardig. Daarnaast zijn er diverse bezienswaardige gebouwen, waaronder de volgende.
- Alexander Nevski-kathedraal
- Geboorte van de Moeder Gods-kathedraal
- Sergius van Radonezjkerk
- Johannes de Doperkerk
- Aartsengel Michaëlkathedraal
- Transfiguratiekathedraal
- Transfiguratiekathedraal in Sormovo
- Nicolaaskathedraal
- Kerk van de Ontslapenis van de Moeder Gods
- Eliakerk
- Petrus en Pauluskerk

## Volkskunst
De streek rond Nizjni Novgorod is bekend om zijn Chochloma-volkskunst.

## Sport
Nizjni Novgorod heeft met Lokomotiv Nizjni Novgorod en Volga Nizjni Novgorod twee clubs gehad die actief waren in de hoogste professionele Russische voetbalcompetitie, de Premjer-Liga. Inmiddels is Olimpijets Nizjni Novgorod de beste club van de stad en speelt in het Lokomotivstadion.
Nizjni Novgorod was speelstad bij het WK Voetbal 2018. De wedstrijden werden gespeeld in het Strelka Stadium.
IJshockeyclub HC Torpedo Nizjni Novgorod speelt in de Kontinental Hockey League. De wedstrijden worden gespeeld in het Sportpaleis Nagorny.
Basketbalclub BK Nizjni Novgorod speelt in de VTB United League. De wedstrijden worden gespeeld in het Sportpaleis Nagorny.

## Bestuurlijke indeling

Administratief-territoriale kaart van Nizjni Novgorod

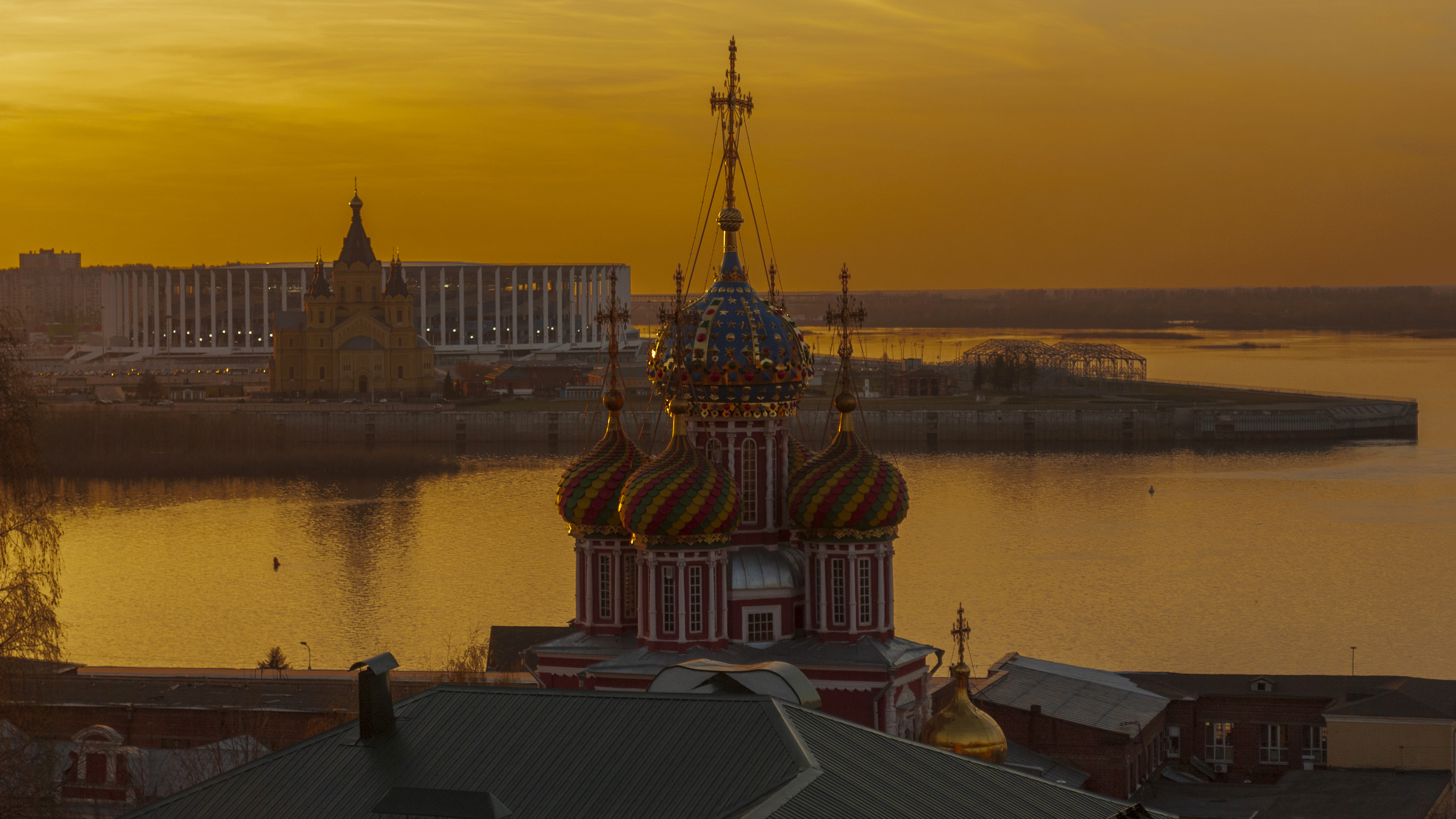
Het spit van Nizjni Novgorod en Geboorte van de Moeder Gods-kathedraal bij zonsondergang

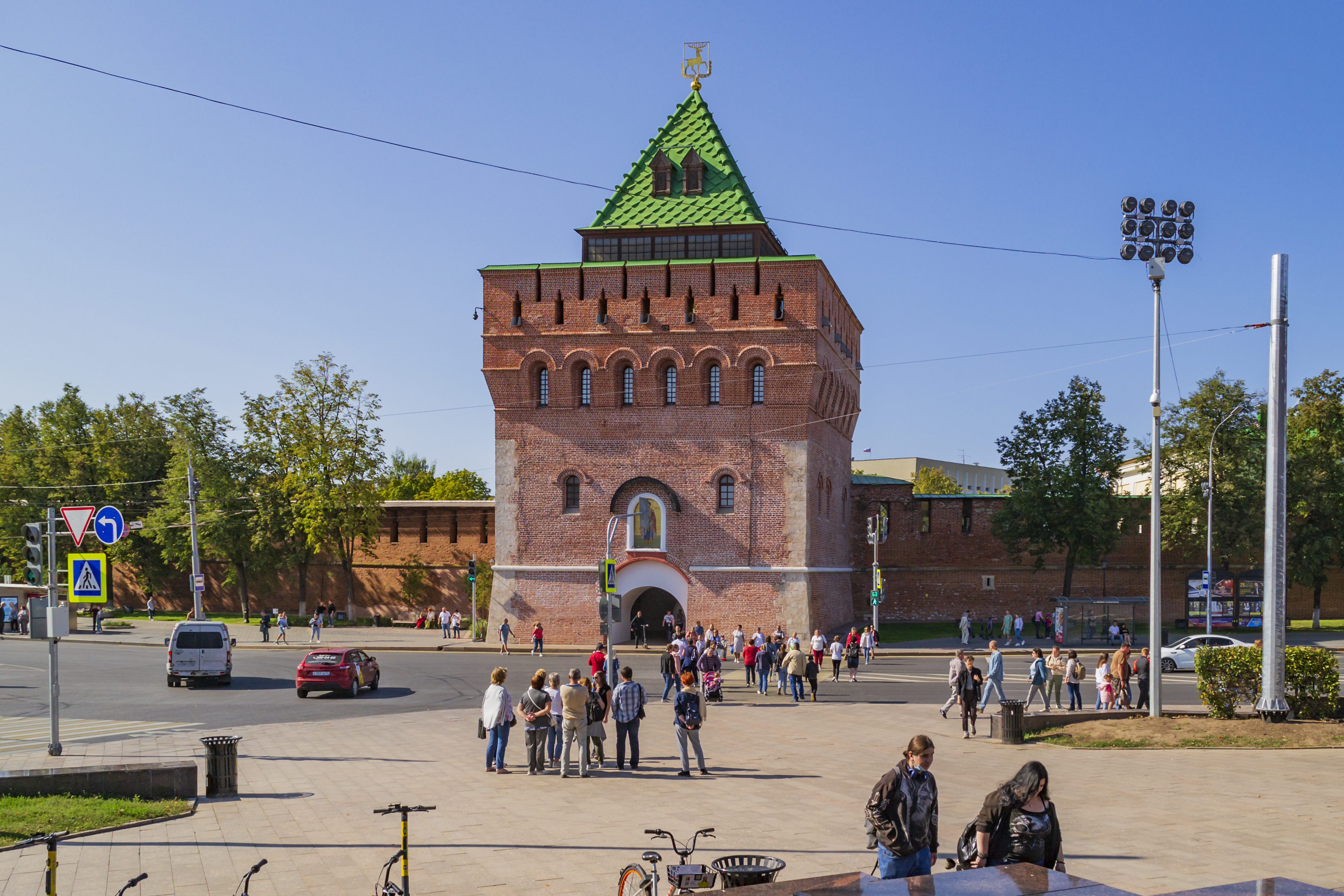
Het Kremlin van Nizjni Novgorod

Nizjni Novgorod is verdeeld in 8 stedelijke gebieden (rajons):
Bovenstad
- █ Nizjni Novgorod-rajon (Russisch: Нижегородский район)
- █ Prioka-rajon (Russisch: Приокский район)
- █ Sovjet-rajon (Russisch: Советский район)

Benedenstad
- █ Kanavino-rajon (Russisch: Канавинский район)
- █ Sormovo-rajon (Russisch: Сормввский район)
- █ Moskou-rajon (Russisch: Московский район)
- █ Avtozavod-rajon (Russisch: Автозаводский район)
- █ Lenin-rajon (Russisch: Ленинский район)

## Stedenbanden
- Charkov (Oekraïne), sinds 2001
- Essen (Duitsland), sinds 1991
- Jinan (China), sinds 1994
- Linz (Oostenrijk), sinds 1993
- Matanzas (Cuba), sinds 2004
- Minsk (Wit-Rusland), sinds 2007
- Novi Sad (Servië), sinds 2006
- Philadelphia (Verenigde Staten), sinds 1994
- Sant Boi de Llobregat (Spanje), sinds 2008
- Suwon (Zuid-Korea), sinds 2005
- Tampere (Finland), sinds 1995

## Bekende inwoners van Nizjni Novgorod

### Geboren
- Mili Balakirev (1837-1910), componist
- Maksim Gorki (1868-1936), schrijver
- Nikolaj Boelganin (1895-1975), Sovjet politicus
- Jevgeni Sokolov (1920-2008), psychofysioloog
- Vladimir Asjkenazi (1937), pianist en dirigent
- Sergej Novikov (1938-2024), wiskundige
- Tatjana Averina (1950-2001), langebaanschaatsster
- Maja Oesova (1964), kunstschaatsster
- Dmitri Konysjev (1966), wielrenner
- Valeri Popovitsj (1970), voetballer
- Euvgenia Parakhina (1971), danseres
- Natalja Sadova (1972), atlete
- Michail Vilkov (1979), voetbalscheidsrechter
- Dmitri Lobkov (1981), schaatser
- Vladimir Goesev (1982), wielrenner
- Roeslan Zacharov (1987), schaatser en shorttracker
- Pavel Karelin (1990-2011), schansspringer
- Denis Tsjerysjev (1990), voetballer
- Jekaterina Poistogova (1991), atlete
- Artjom Maltsev (1993), langlaufer
- Natalja Voronina (1994), schaatsster
- Sergej Trofimov (1995), schaatser
- Darja Katsjanova (1997), schaatsster